# 福島仮乗降場

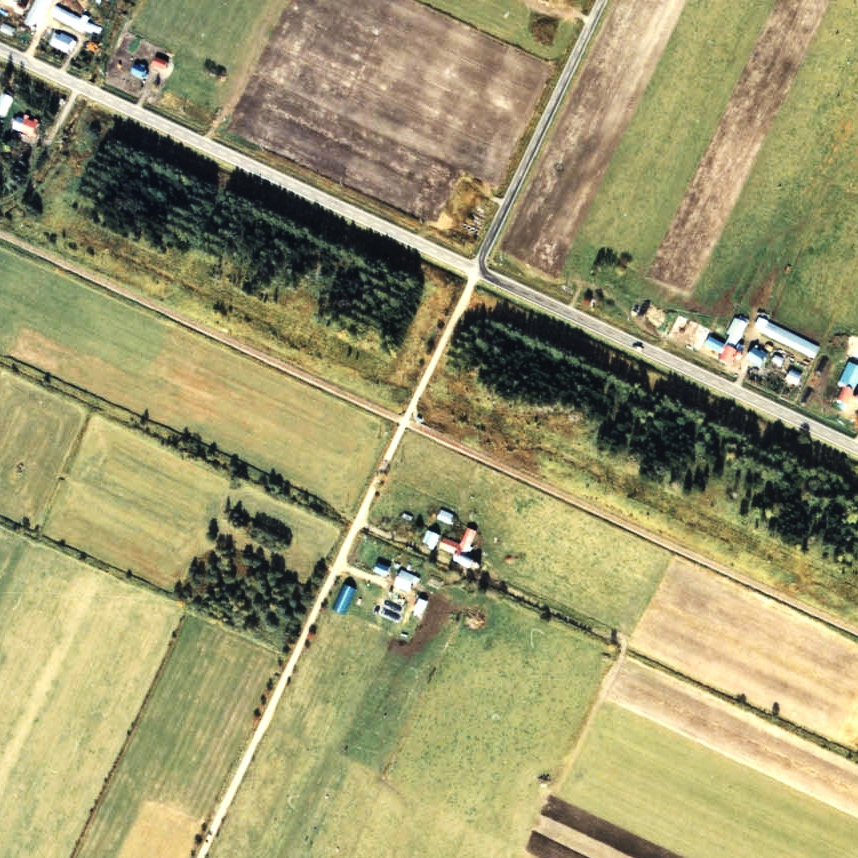
1977年の福島仮乗降場と周囲約500m範囲。右が網走方面。海側に防風雪林、中湧別側に東七線の踏切があり、傍に待合室が見える。1956年1月から暫くの間湧網線で運行されていたレールバス（国鉄キハ01系気動車）に対応した頃の物がそのまま使われ続けていたのか、簡易型のホームは普通の気動車1両の半分程度の長さしか無い。

福島仮乗降場（ふくしまかりじょうこうじょう）は、北海道（網走支庁）紋別郡湧別町字福島にかつて設置されていた、日本国有鉄道（国鉄）湧網線の仮乗降場（廃駅）である。湧網線の廃線に伴い、1987年（昭和62年）3月20日に廃駅となった。
一部の普通列車は通過した（1986年（昭和61年）3月3日改正時点で、下り3本上り5本）。

## 歴史
- 1955年（昭和30年）12月25日 - 日本国有鉄道湧網線の福島仮乗降場（局設定）として開業[1]。
- 1987年（昭和62年）3月20日 - 湧網線の全線廃止に伴い、営業を停止し、廃駅となる[1]。

### 仮乗降場名の由来
所在地名より。当地には1916年（大正5年）に福島県から福島団体13戸が入植し、命名したものである。

## 駅構造
廃止時点で、1面1線の単式ホームを有する地上駅であった。
廃止時まで仮乗降場であり、無人駅となっていた。

## 駅周辺
- 国道238号（オホーツク国道）[5]
- サロマ湖[5]
- サンゴ岬[5]
- 湧別町営バス「福島」停留所

## 駅跡
2011年（平成23年）時点では更地になっていたが、枕木が積み上げられていた。
また、2011年（平成23年）時点では駅跡附近の線路跡が崩れかかった築堤として残存し、線路跡に沿って防雪林が続いていた。

## 隣の駅
日本国有鉄道
湧網線 
中湧別駅 - <五鹿山仮乗降場> - 福島仮乗降場 - 芭露駅